# Ry des Lovières
Le Ry des Lovières est un petit ruisseau en Belgique, affluent de l'Orne, donc sous-affluent de l'Escaut, par la Thyle, la Dyle et le Rupel. Un champ traversé par le ruisseau est reconnu Site de Grand Intérêt Biologique par la Région Wallonne. 

## Géographie
Il prend sa source aux Hayettes, hameau de la commune de Walhain et se jette dans l'Orne à Blanmont, commune de Chastre.